# سیارک ۴۸۹۰
سیارک ۴۸۹۰ (به انگلیسی: 4890 Shikanosima، نامگذاری:1982VE4) چهار هزار و هشتصد و نودمین سیارک کشف شده‌است که در ۱۴ نوامبر ۱۹۸۲ کشف شد.
قدر مطلق سیارک برابر ۱۳٫۵۰ است.